# Uczelnia Metropolitalna w Katowicach
Uczelnia Metropolitalna (ang. Metropolitan University) – uczelnia niepubliczna z siedzibą w Katowicach, założona w 2022.

## Charakterystyka
Uczelnia Metropolitalna została założona 30 września 2022, uzyskując wpis nr 386 w ewidencji uczelni niepublicznych Ministra Edukacji i Nauki. Jej założycielem jest Fundacja EDU PRO UNI w Dąbrowie Górniczej. Ma siedzibę w gmachu Zakładu Doskonalenia Zawodowego w Katowicach.
Ofertą Uczelni Metropolitalnej są płatne studia licencjackie, magisterskie i podyplomowe oraz kursy językowe. Zajęcia prowadzone są w trybie online lub hybrydowym w językach: polskim i angielskim.

## Władze Uczelni

### Rektor
- dr Julita Mlaskawa (kadencja 26.10.2022 – 30.09.2027)[1]

## Pracownicy akademiccy
Kadra Uczelni w pierwszym roku akademickim 2022/2023 liczy 15 wykładowców (1 doktor habilitowany, 5 doktorów i 9 magistrów):

### samodzielni pracownicy naukowi
- dr hab. Anna Francik

### doktorzy
- dr Julita Mlaskawa (Rektor)
- dr Magdalena Gala
- dr Rafał Solecki
- dr Krzysztof Wilczyński
- dr Izabela Wrzoszczyk

### magistrzy
- mgr Marcin Górecki
- mgr Agata Hagno
- mgr Piotr Hytroś
- mgr Tadeusz Imielski
- mgr Krzysztof Malart
- mgr Mateusz Malart
- mgr Anna Nieć-Mrzygłód
- mgr Magdalena Pławecka
- mgr Piotr Wojdyło

## Kierunki studiów i specjalności
W roku akademickim 2022/2023 Uczelnia otwarła 2 kierunki studiów w języku polskim.

### Niestacjonarne studia I i II stopnia w języku polskim
Kierunki niestacjonarne zgłoszone Ministrowi Edukacji i Nauki z 12 specjalnościami, prowadzone w języku polskim:

#### Bezpieczeństwo narodowe (studia I stopnia)[6]
- Kryminalistyka
- Resocjalizacja z penitencjarystyką
- Służby mundurowe w systemie bezpieczeństwa
- Wojsko i siły specjalne w bezpieczeństwie państwa

#### Zarządzanie (studia II stopnia)[7]
- Zarządzanie zasobami ludzkimi
- Kadry i płace w praktyce
- Menedżer jakości
- Zarządzanie BHP
- Menedżer logistyki
- Menedżer projektów
- Zarządzanie finansami
- Psychologia menedżerska i organizacji

## Studia podyplomowe
W roku akademickim 2022/2023 otwarto 9 kierunków studiów podyplomowych prowadzonych w trybie online w języku polskim:
- Digital Marketing – online
- Kadry i płace w praktyce – online
- Master of Business Administration – online
- Master of Business Administration dla służb mundurowych – online
- Prawo zamówień publicznych – online
- Rachunkowość i finanse – online
- Zarządzanie bezpieczeństwem i higieną pracy – online
- Zarządzanie kapitałem ludzkim – online
- Zarządzanie projektami – online

## Szkolenia
W roku akademickim 2022/2023 otwarto 2 kierunki szkoleń prowadzonych w języku polskim:
- Obsługa trudnego klienta (online i stacjonarne w siedzibie klienta)[9]
- Zarządzanie czasem pracy[10]

## Centrum Języków Obcych
Funkcjonujące na Uczelni Metropolitalnej Centrum Języków Obcych prowadzi w roku akademickim 2022/2023 kursy 7 języków na wszystkich poziomach zaawansowania (A1, A2, B1, B2, C1, C2):
- język angielski
- język włoski
- język niemiecki
- język rosyjski
- język hiszpański
- język francuski
- język polski jako obcy

## Strategia Rozwoju Uczelni
Uczelnia podejmuje szereg aktywności mających na celu wdrażanie innowacyjnych rozwiązań aktywnie wspierających rozwój regionu. Istotną kwestią jest także łączenie wiedzy, praktyki i ambicji pracowników, studentów i partnerów Uczelni Metropolitalnej z działaniami organizacji i przedsiębiorstw w zakresie realizacji celów rozwoju zrównoważonego dla województwa śląskiego. W Strategii Rozwoju Uczelni Metropolitalnej 2022–2026 uwzględniono także cele rozwoju społeczno-gospodarczego, zgodne z założeniami, które samorząd województwa śląskiego będzie realizował w ramach polityki regionalnej Unii Europejskiej.

## Współpraca Uczelni z partnerami
Szkoła podpisała umowy o współpracy m.in. z Okręgowym Inspektoratem Służby Więziennej w Katowicach, Stowarzyszeniem proobronno-oświatowym „Kadet”, Technikum nr 1 w Myszkowie, Liceum Ogólnokształcącym w Trzebini, Zespołem Szkół Ogólnokształcących i Technicznych w Wojkowicach, Zespołem Szkół Techniczno-Usługowych im. Jana Pawła II w Tarnowskich Górach czy Zespołem Szkół Ogólnokształcących i Technicznych im. Jana Pawła II w Siewierzu.